# Léonce Girardot
Léonce Girardot (ur. 30 kwietnia 1864 roku w Paryżu, zm. 7 września 1922 roku) – francuski kierowca wyścigowy.

## Kariera
Girardot rozpoczął karierę w wyścigach samochodowych w 1897 roku, kiedy jako szesnasty dojechał do mety wyścigu między Paryżem i Dieppe. W wyścigu Paryż-Trouville był 24. Korzystał z konstrukcji Panhard and Levassor, w której w 1898 roku stanął na drugim stopniu podium wyścigu Paryż-Amsterdam-Paryż. Rok później w wyścigach Paryż-Castellane-Paryż i w Paryż-Bordeaux był trzeci oraz odniósł trzy zwycięstwa - w Paryż-Rouen-Paryż, Paryż-Ostenda i Paryż-Boulogne. Francuz znalazł się w składzie francuskiej ekipy na Puchar Gordona Bennetta w 1900 roku, w którym jako drugi dojechał mety. Rok później w tym samym wyścigu nie miał sobie równych. Poza tym w 1901 uplasował się na drugim miejscu w wyścigu rozgrywanym na drogach między Paryżem i Berlinem. W późniejszych latach jeszcze raz stanął na podium – był trzeci w Circuit des Ardennes w 1903 roku.